# CSS Arkansas

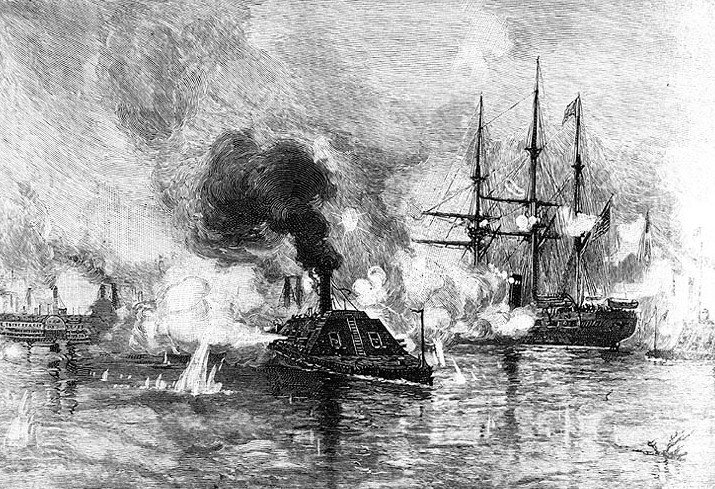
CSS Arkansas in actie bij Vicksburg (1862)

De CSS Arkansas was tijdens de Amerikaanse Burgeroorlog een ironclad of pantserschip in dienst van de Geconfedereerde Staten van Amerika.
Het Voorlopig Congres van de Geconfedereerde Staten van Amerika stemde op 16 augustus 1861 de nodige kredieten voor de bouw van twee ironclads in Memphis om de Mississippi te verdedigen. Eén ervan was Arkansas, die 165 voet lang was. Bij de inname van Memphis door het Noorden in april 1862 werd één ironclad vernietigd, terwijl de nog onvoltooide Arkansas in veiligheid kon worden gebracht op de rivier de Yazoo, waar hij werd afgewerkt. De Arkansas werd voortgedreven door motoren van in totaal 450 pk, beschikte over een stalen ram en tien kanonnen en had 100 bemanningsleden.
Op 12 juli 1862 voer de Arkansas voor het eerst op de Mississippi. Op 15 juli wist het schip op korte tijd drie vijandelijke schepen uit te schakelen alvorens door te varen naar het belegerde Vicksburg. Na enkele vijandelijke treffers moest de zwaar beschadigde Arkansas zich op 3 augustus echter terugtrekken richting Baton Rouge. Op 6 augustus liep het schip na strijd met de USS Essex aan de grond, moest de bemanning het verlaten en de Arkansas opblazen. De boot had in amper 23 dagen tijd de Zuidelijke krijgskansen aan het westelijke front aanzienlijk verbeterd maar ging verloren door de nog primitieve technologie waarmee het was uitgerust.